# Gyretes multisetosus
Gyretes multisetosus is een keversoort uit de familie van schrijvertjes (Gyrinidae). De wetenschappelijke naam van de soort is voor het eerst geldig gepubliceerd in 1929 door Ochs.